# Erik-Sjoerd Nauta
Erik-Sjoerd Nauta (Slochteren, 1980) is freelance journalist, itemregisseur, programma- en documentairemaker. Hij werkt voor landelijke en regionale media op het gebied van radio en tv.

## Biografie
Nauta begint eind jaren negentig bij de lokale omroep Radio MG als presentator van het jongerenprogramma No Limit. In 2001 begint hij aan de opleiding journalistiek aan de School of Media. Sinds 2006 is hij eigenaar van het audiovisueel productiebedrijf Erik-Sjoerd Nauta Mediaproducties en sinds 2013 van Stickyhero.

## Quarantaine
Op 5 november 2007 wordt dierengroothandel Annen Animal Centre (AAC) in Hoogeveen getroffen door een mysterieuze besmetting. Tientallen mensen worden onwel en in quarantaine gezet. Het gebied rondom de dierenzaak wordt hermetisch afgesloten. Nauta brengt voor het RTL-programma 4 in het Land live verslag van de situatie in Drenthe. Ook hij zit urenlang in quarantaine. De hulpdiensten bouwen ter plekke een noodhospitaal en het Rijksinstituut voor Volksgezondheid en Milieu (RIVM) voert een grondig onderzoek uit. Rond 01:30 geeft het RIVM het gebied vrij. De exacte oorzaak van de besmetting is tot op de dag van vandaag onbekend.

## Standplaats
Sinds de zomer van 2009 is Nauta een van de vaste verslaggevers van de actualiteitenrubriek De Standplaats bij de regionale zender RTV Noord. De Standplaats zendt elke werkdag live uit vanaf een locatie in de provincie Groningen. In de zomer van 2011 besluit Nauta om te stoppen met De Standplaats om zich volledig te richten op zijn mediaproductiebedrijf. Zijn laatste uitzending is op 29 juli 2011.

## Media
- Woont in 2007 voor het televisieprogramma Dertig Dagen Delfzijl van presentatrice Janine Abbring de hele maand december in de noordelijke havenstad als camerajournalist/regisseur. Doel van het tv-programma is het slechte imago van Delfzijl aan de kaak te stellen.